# Elecciones regionales de la Unión Soviética de 1990
Las elecciones regionales fueron elecciones a los sóviets supremos de las distintas repúblicas de la Unión Soviética durante 1990.

## Resultados

### Rusia
| Partido                                 | Partido                                 | %    | Escaños |
| --------------------------------------- | --------------------------------------- | ---- | ------- |
| Partido Comunista de la Unión Soviética | Partido Comunista de la Unión Soviética | 86%  | 920     |
| Independientes                          | Independientes                          | 14%  | 148     |
| Total (participación electoral del 77%) | Total (participación electoral del 77%) | 100% | 1068    |

### Estonia
| Partido                                                                         | Partido                                                                         | Escaños |
| ------------------------------------------------------------------------------- | ------------------------------------------------------------------------------- | ------- |
| Frente Popular de Estonia                                                       | Frente Popular de Estonia                                                       | 43      |
| Partido Comunista de la República Socialista Soviética de Estonia-Estonia Libre | Partido Comunista de la República Socialista Soviética de Estonia-Estonia Libre | 27      |
| Soviet Conjunto de Colectivos de Trabajo                                        | Soviet Conjunto de Colectivos de Trabajo                                        | 25      |
| Independientes                                                                  | Independientes                                                                  | 10      |
| Total (participación electoral del 78,24%)                                      | Total (participación electoral del 78,24%)                                      | 105     |

### Letonia
| Partido                                                           | Partido                                                           | Escaños |
| ----------------------------------------------------------------- | ----------------------------------------------------------------- | ------- |
| Frente Popular de Letonia                                         | Frente Popular de Letonia                                         | 131     |
| Partido Comunista de la República Socialista Soviética de Letonia | Partido Comunista de la República Socialista Soviética de Letonia | 55      |
| Independientes                                                    | Independientes                                                    | 15      |
| Total (participación electoral del 81,25%)                        | Total (participación electoral del 81,25%)                        | 201     |

### Lituania
| Partido                                                            | Partido                                                            | Escaños | Apoyados por Sajudis |
| ------------------------------------------------------------------ | ------------------------------------------------------------------ | ------- | -------------------- |
| Partido Democrático Laborista de Lituania                          | Partido Democrático Laborista de Lituania                          | 46      | 17                   |
| Partido Socialdemócrata Lituano                                    | Partido Socialdemócrata Lituano                                    | 9       | 9                    |
| Partido Comunista de la República Socialista Soviética de Lituania | Partido Comunista de la República Socialista Soviética de Lituania | 8       | -                    |
| Partido Verde Lituano                                              | Partido Verde Lituano                                              | 4       | 4                    |
| Partido Democrático Lituano                                        | Partido Democrático Lituano                                        | 3       | 1                    |
| Partido Demócrata Cristiano Lituano                                | Partido Demócrata Cristiano Lituano                                | 2       | 2                    |
| Independientes                                                     | Independientes                                                     | 64      | 58                   |
| Total (participación electoral del 71,72%)                         | Total (participación electoral del 71,72%)                         | 141     | 91                   |

### Georgia
| Partido                                                           | Partido                                                           | Escaños |
| ----------------------------------------------------------------- | ----------------------------------------------------------------- | ------- |
| Mesa Redonda - Georgia Libre                                      | Mesa Redonda - Georgia Libre                                      | 155     |
| Partido Comunista de la República Socialista Soviética de Georgia | Partido Comunista de la República Socialista Soviética de Georgia | 64      |
| Frente Popular de Georgia                                         | Frente Popular de Georgia                                         | 12      |
| Bloque Georgia Democrática                                        | Bloque Georgia Democrática                                        | 4       |
| Bloque de la Liberación y el Renacer Económico                    | Bloque de la Liberación y el Renacer Económico                    | 1       |
| Sociedad Rustaveli                                                | Sociedad Rustaveli                                                | 1       |
| Independientes                                                    | Independientes                                                    | 9       |
| Vacantes                                                          | Vacantes                                                          | 4       |
| Total (participación electoral del 69,88%)                        | Total (participación electoral del 69,88%)                        | 250     |

### Armenia
| Partido                                                           | Partido                                                           | %    | Escaños |
| ----------------------------------------------------------------- | ----------------------------------------------------------------- | ---- | ------- |
| Partido Comunista de la República Socialista Soviética de Armenia | Partido Comunista de la República Socialista Soviética de Armenia |      | 136     |
| Independientes                                                    | Independientes                                                    |      | 59      |
| Vacantes                                                          | Vacantes                                                          |      | 64      |
| Total (participación electoral del 60,19%)                        | Total (participación electoral del 60,19%)                        | 100% | 259     |

### Azerbaiyán
| Partido                                                              | Partido                                                              | %    | Escaños |
| -------------------------------------------------------------------- | -------------------------------------------------------------------- | ---- | ------- |
| Partido Comunista de la República Socialista Soviética de Azerbaiyán | Partido Comunista de la República Socialista Soviética de Azerbaiyán |      | 280     |
| Frente Popular de Azerbaiyán                                         | Frente Popular de Azerbaiyán                                         |      | 45      |
| Independientes                                                       | Independientes                                                       |      | 15      |
| Vacantes                                                             | Vacantes                                                             |      | 20      |
| Total                                                                | Total                                                                | 100% | 360     |

### Bielorrusia
| Partido                                                               | Partido                                                               | Escaños |
| --------------------------------------------------------------------- | --------------------------------------------------------------------- | ------- |
| Partido Comunista de la República Socialista Soviética de Bielorrusia | Partido Comunista de la República Socialista Soviética de Bielorrusia | 289     |
| Frente Popular de Bielorrusia                                         | Frente Popular de Bielorrusia                                         | 26      |
| Vacantes                                                              | Vacantes                                                              | 13      |
| Total (Participación del 87%)                                         | Total (Participación del 87%)                                         | 328     |

### Ucrania
| Partido                                                           | Partido                                                           | Escaños |
| ----------------------------------------------------------------- | ----------------------------------------------------------------- | ------- |
| Partido Comunista de la República Socialista Soviética de Ucrania | Partido Comunista de la República Socialista Soviética de Ucrania | 331     |
| Bloque Democrático                                                | Bloque Democrático                                                | 111     |
| Independientes                                                    | Independientes                                                    | 58      |
| Total                                                             | Total                                                             | 500     |

### Moldavia
| Partido                                                            | Partido                                                            | %    | Escaños |
| ------------------------------------------------------------------ | ------------------------------------------------------------------ | ---- | ------- |
| Partido Comunista de la República Socialista Soviética de Moldavia | Partido Comunista de la República Socialista Soviética de Moldavia |      | 177     |
| Frente Popular de Moldavia                                         | Frente Popular de Moldavia                                         |      | 101     |
| Independientes                                                     | Independientes                                                     |      | 102     |
| Total                                                              | Total                                                              | 100% | 380     |

### Kazajistán
| Partido                                                              | Partido                                                              | %    | Escaños |
| -------------------------------------------------------------------- | -------------------------------------------------------------------- | ---- | ------- |
| Partido Comunista de la República Socialista Soviética de Kazajistán | Partido Comunista de la República Socialista Soviética de Kazajistán |      | 342     |
| Independientes                                                       | Independientes                                                       |      | 18      |
| Total (Participación del 84%)                                        | Total (Participación del 84%)                                        | 100% | 360     |

### Uzbekistán
| Partido                                                              | Partido                                                              | %    | Escaños |
| -------------------------------------------------------------------- | -------------------------------------------------------------------- | ---- | ------- |
| Partido Comunista de la República Socialista Soviética de Uzbekistán | Partido Comunista de la República Socialista Soviética de Uzbekistán |      | 456     |
| Birlik                                                               | Birlik                                                               |      | 40      |
| Independientes                                                       | Independientes                                                       |      | 4       |
| Total (Participación del 93,5%)                                      | Total (Participación del 93,5%)                                      | 100% | 500     |

### Kirguistán
| Partido                                                              | Partido                                                              | %    | Escaños |
| -------------------------------------------------------------------- | -------------------------------------------------------------------- | ---- | ------- |
| Partido Comunista de la República Socialista Soviética de Kirguistán | Partido Comunista de la República Socialista Soviética de Kirguistán |      | 315     |
| Independientes                                                       | Independientes                                                       |      | 35      |
| Total (Participación del 91,96%)                                     | Total (Participación del 91,96%)                                     | 100% | 350     |

### Turkmenistán
| Partido                                                                | Partido                                                                | %    | Escaños |
| ---------------------------------------------------------------------- | ---------------------------------------------------------------------- | ---- | ------- |
| Partido Comunista de la República Socialista Soviética de Turkmenistán | Partido Comunista de la República Socialista Soviética de Turkmenistán |      | 157     |
| Independientes                                                         | Independientes                                                         |      | 18      |
| Total                                                                  | Total                                                                  | 100% | 175     |

### Tayikistán
| Partido                                                              | Partido                                                              | %    | Escaños |
| -------------------------------------------------------------------- | -------------------------------------------------------------------- | ---- | ------- |
| Partido Comunista de la República Socialista Soviética de Tayikistán | Partido Comunista de la República Socialista Soviética de Tayikistán |      | 221     |
| Independientes                                                       | Independientes                                                       |      | 9       |
| Total (Participación del 81,1%)                                      | Total (Participación del 81,1%)                                      | 100% | 230     |